# Silvio D’Amico
Silvio D’Amico (Róma, 1887. február 3. – Róma, 1955. április 1.)  olasz színikritikus, egyetemi tanár.

## Élete
Rómában született, ahová abruzzói származású apja Torricella Pelignából jött.
A jezsuiták nevelték a római Istituto Massimóban. A jogi diploma megszerzése után 1911-ben megnyerte a Közoktatási Minisztérium Régiség- és képzőművészeti szakirány pályázatát, 1923-ban pedig a Duse Eleonora Királyi Színésziskola Színháztörténet tanszékére nevezták ki.
Huszonöt évesen újságíróként kezdett dolgozni a Domenico Oliva által igazgatott L'Idea Nazionale újságnál, Oliva helyetteseként a színházi rovatban, majd az igazgató halálakor, 1917-ben önállóan vitte a rovatot. 1925-től 1940-ig ő irányította a La Tribuna drámai kritikai rovatát (amellyel a L'Idea Nazionale fuzionált).
Ezekben az években megerősítette, hogy a színésznek a költő és a szó szolgálatába kell állnia, és azokban az években, amelyekben a rendezői színház még megszületése nehézségeivel küszködött, elméletben fogalmazta meg a rendező figurájának szükségességét.
Nicola De Pirróval együtt megalapította, és 1932–1936 között vezette a Scenario című magazint.
1935-ben a római színművészeti iskola reformjának rendkívüli biztosává nevezték ki, és a Regia Scuola di Recitazionét (amely addig Duse Eleonora nevét viselte) Nemzeti Színművészeti Akadémiává alakították át. A második világháború utáni első években ideje nagy részét az Akadémiának szentelte; 1944-ben támogatta Orazio Costa felvételét a rendezői tanszékre. Ezzel megnyílt az Akadémia hosszú és dicsőséges korszaka, amelynek hallgatói között volt többek között Vittorio Gassman, Luigi Squarzina, Elio Pandolfi, Andrea Camilleri, Rossella Falk, Anna Magnani, Paolo Stoppa, Sergio Tofano, Paolo Panelli, Nino Manfredi, Tino Buazzelli, Giorgio De Lullo, Gianrico Tedeschi, Monica Vitti, Attilio Corsini, Wanda Marasco, Mario Missiroli, Gabriel Goliarda Laconivia, Glauco Sapienza. Ma az intézmény az ő nevét viseli.
1937-től 1943-ig a Szerzők Társasága által kiadott Olasz drámakritikai folyóiratot (a későbbi Olasz színházi szemlét) vezette. 1941 és 1943 között írt az Il Giornale d'Italia számára is. Az olasz főváros német megszállását követően, együttműködését megszakította velük. Az felszabadulás után újra kooperált az újságokkal: 1945-től 1955-ig az Il Tempo színikritikusa volt. Szintén 1945-től ő vezette a Ki van a színpadon? rovatot a Rai olasz állami televíziónál.
Szerkesztette az Il Teatro del Novecento című sorozatot, a Treves-kiadásokhoz (5 kötet) és a Repertorio című színházi szövegsorozatot (21 kötet). A Drámai Színház történetét bemutató számos szöveggyűjteményét átdolgozott és frissített változatban napjainkban is kiadják. Lenyűgöző Enciclopedia dello Spettacolóját 11 kötetbe rendezte és szerkesztette össze (1954–1975).
Fedele D'Amico zenetudós apja volt. Rómában halt meg 1955 áprilisában; halálhírére a fővárosi színházak a gyász miatt zárva maradtak. A római Cimitero del Verano temetőben lévő családi sírboltban helyezték örök nyugalomra.
A Silvio D'Amico-gyűjteményt a genovai Színész Múzeum könyvtárában őrzik.

## Fordítás
- Ez a szócikk részben vagy egészben  a   Silvio D’Amico című olasz Wikipédia-szócikk ezen változatának fordításán alapul.  Az eredeti cikk szerkesztőit annak laptörténete sorolja fel. Ez a jelzés csupán a megfogalmazás eredetét és a szerzői jogokat jelzi, nem szolgál a cikkben szereplő információk forrásmegjelöléseként.